# (26089) 1985 QN2
(26089) 1985 QN2 est un astéroïde de la ceinture principale d'astéroïdes découvert en 1985.

## Description
(26089) 1985 QN2 a été découvert le 17 août 1985 à l'observatoire Palomar, situé au nord de San Diego en Californie, par Eleanor Francis Helin.

### Caractéristiques orbitales
L'orbite de cet astéroïde est caractérisée par un demi-grand axe de 2,54 UA, un périhélie de 2,13 UA, une excentricité de 0,16 et une inclinaison de 7,23° par rapport à l'écliptique. Du fait de ces caractéristiques, à savoir un demi-grand axe compris entre 2 et 3,2 UA et un périhélie supérieur à 1,666 UA, il est classé, selon la JPL Small-Body Database, comme objet de la ceinture principale d'astéroïdes.

### Caractéristiques physiques
(26089) 1985 QN2 a une magnitude absolue (H) de 14,6 et un albédo estimé à 0,355.